# Неруйнівний контроль
Неруйнівний контроль (скорочено НК) — контроль властивостей і параметрів об'єкта, не руйнуючи його та при якому не повинна бути порушена придатність об'єкта до використання та експлуатації.

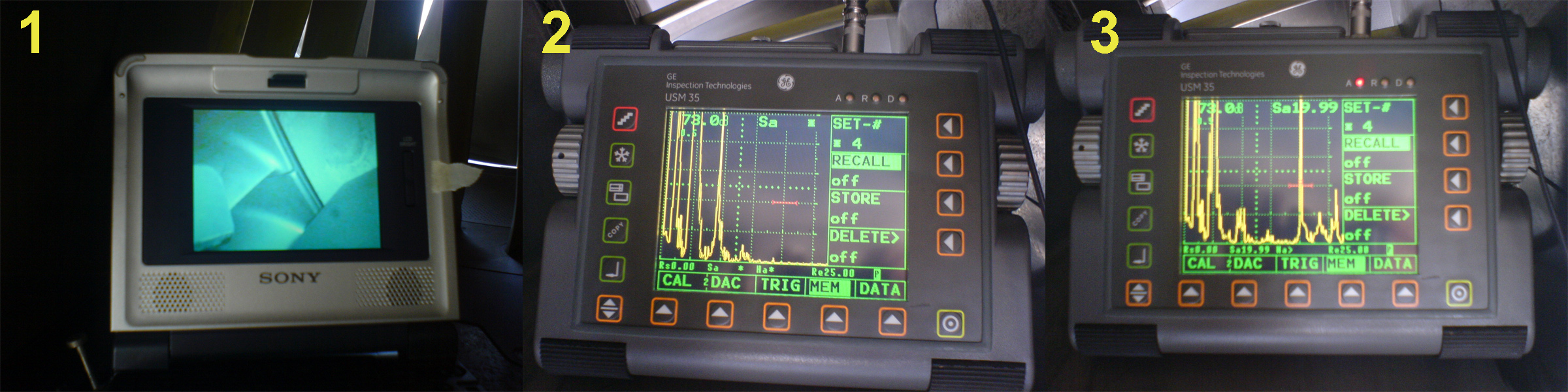
Ультразвуковий контроль двигуна V2500

В НК використовуються різноманітні фізичні явища або процеси, що при певних умовах не завдають шкоди об'єктові контролю (ОК), або ж не впливають на його експлуатаційні характеристики.

## Загальний опис
Згідно з ДСТУ 2865—94, НК — контроль якості продукції, за якого не повинна бути порушена придатність щодо застосування із повним збереженням закладених із самого початку функцій.
Неруйнівний контроль (англ. Nondestructive testing (NDT)) також називається оцінкою надійності неруйнівними методами (англ. nondestructive evaluation (NDE)) або перевіркою без руйнування виробу (англ. nondestructive inspection (NDI)). НК особливо важливий при створенні та експлуатації життєво важливих виробів та об'єктів, компонентів і конструкцій. Для виявлення різних дефектів використовуються різні методи НК, такі як рентгенівські промені, на знімках з використанням яких добре видно дефекти (тріщини, непровари, шлакові чи газові включення, підрізи, пори, раковини, тріщини, бризки металу) зварювального шва. Ще одним різновидом НК є ультразвукова дефектоскопія, де різноманітні дефекти проявляють себе відбитими імпульсами. Написане вище стосувалося промислового НК, проте багато з таких методів можуть успішно застосовуватися і відносно живих істот, і в першу чергу до людини. У той же час широко відомі факти і зворотного «проростання» медицини в промисловість. Це, наприклад, метод ультразвукових фазованих ґраток (англ. Phased array ultrasonics) або комп'ютерна радіографія (англ. Computed radiography).
Існує також і поняття руйнівного контролю. Наприклад, точно виміряти міцність на розрив якогось об'єкта можна тільки шляхом прикладання руйнівного навантаження, після чого об'єкт вже не буде придатний до використання. Такий контроль звичайно застосовують тільки до кількох об'єктів з партії, щоб визначити, що в цій партії не було порушень технологій виробництва. Зрозуміло, що такий контроль дуже економічно витратний. Також до руйнівного контролю можна віднести краш-тести
Неруйнівні методи засновані на зв'язках між опосередкованою фізичною величиною {\displaystyle N} й властивістю матеріалу, яка визначається {\displaystyle M}. Вид зв'язку {\displaystyle M=\varphi (N)} може бути різним, частіше за все зв'язок неоднозначний, наприклад, вид зв'язку між швидкістю ультразвуку й міцністю залежить від гранулометричного складу й заповнювача, водоцементного відношення й інших параметрів досліджуваного бетону.

## Види та методи НК
Види НК
- Акустичний контроль
  - Ультразвукова дефектоскопія
- Вихрострумовий контроль
- Радіохвильовий контроль
- Радіаційний контроль
- Електричний контроль
- Тепловий контроль
- Оптичний контроль
- Газорозрядна візуалізація
- Органолептичний контроль
- Візуальний контроль
- Електрогазодинамічний контроль
- Магнітний контроль
  - Магнітопорошковий метод дефектоскопії
- Контроль проникаючими речовинами

Методи НК
- За характером взаємодії фізичних полів або речовин з об'єктами контролю;
  - метод розсіяного, відбитого проникаючого випромінювання;
  - Електричний метод;
- За первинним інформативним параметром;
  - Амплітудний метод;
  - Часовий метод;
  - Геометричний метод;
  - Газовий та рідинний методи;
  - Метод коерцетивної сили
  - Метод намагніченості;
  - Метод магнітної проникності;
  - Метод напруженості;
  - Метод залишкової індукції;
  - Метод ефекта Баркгаузена
- За способом отримання первинної інформації;
  - Акустичний
  - Індукційний метод;
  - Іонізаційний метод;
  - Метод термофарб;
  - Порошковий метод;
    - Магнітопорошковий метод дефектоскопії

  - Радіоактивний метод;

## Персонал з НК
Сертифікація фахівців з НК
- Законодавчо-регульована сфера (згідно з вимогами НПАОП)
- Добровільна сфера (згідно з вимогами європейських та міжнародних стандартів)

## Засоби НК
Більше в основній статті Прилади неруйнівного контролю
- Дефектоскопи;
- Структуроскопи;
- Товщиноміри;
- Флюорографи;
- Течошукачі;
- Твердоміри;
- Інтроскопи;

## Установи
- Українське-товариство неруйнівного контролю та технічної діагностики
- Орган із сертифікації персоналу будівельної галузі ВГО «Асоціація експертів» (ОСП БГ)
- Науково-виробничий діагностичний центр
- Центр технічної діагностики та неруйнівного контролю на залізничному транспорті

## Освіта
- Кафедра методів та приладів контролю якості та сертифікації продукції (МПКЯіСП) при ІФНТУНГ
- Кафедра технічної діагностики та моніторингу при ІФНТУНГ
- Кафедра приладів та систем неруйнівного контролю[недоступне посилання з липня 2019] при НТУУ КПІ
- Кафедра методів та приладів неруйнівного контролю[недоступне посилання з липня 2019]при НТУ ХПІ

## Журнали

### Україна
- Технічна діагностика та неруйнівний контроль. НАН України, ІЕЗ ім. Є. О. Патона, Міжнародна асоціація «Зварювання». Виходить 4 рази на рік.
- Інформаційний бюлетень НК-Інформ. Українське товариство неруйнівного контролю та технічної діагностики. Виходить 4 рази на рік.
- Журнал «Методи та прилади контролю якості». — науково-технічний журнал. Свідоцтво про державну реєстрацію друкованого засобу масової інформації ІФ № 336 від 21.11.1996р зареєстроване міністерством України у справах преси та інформації. Журнал виходить двічі на рік.

У журналі публікуються матеріали за результатами наукової та виробничої діяльності у віх галузях народного господарства за такими напрямками:
- Методи та засоби неруйнівного контролю
- Вимірювання фізико-хімічних параметрів речовин
- Методи і прилади вимірювання витрат рідкої і газоподібної фаз
- Методи і прилади контролю технологічних параметрів.

## Література

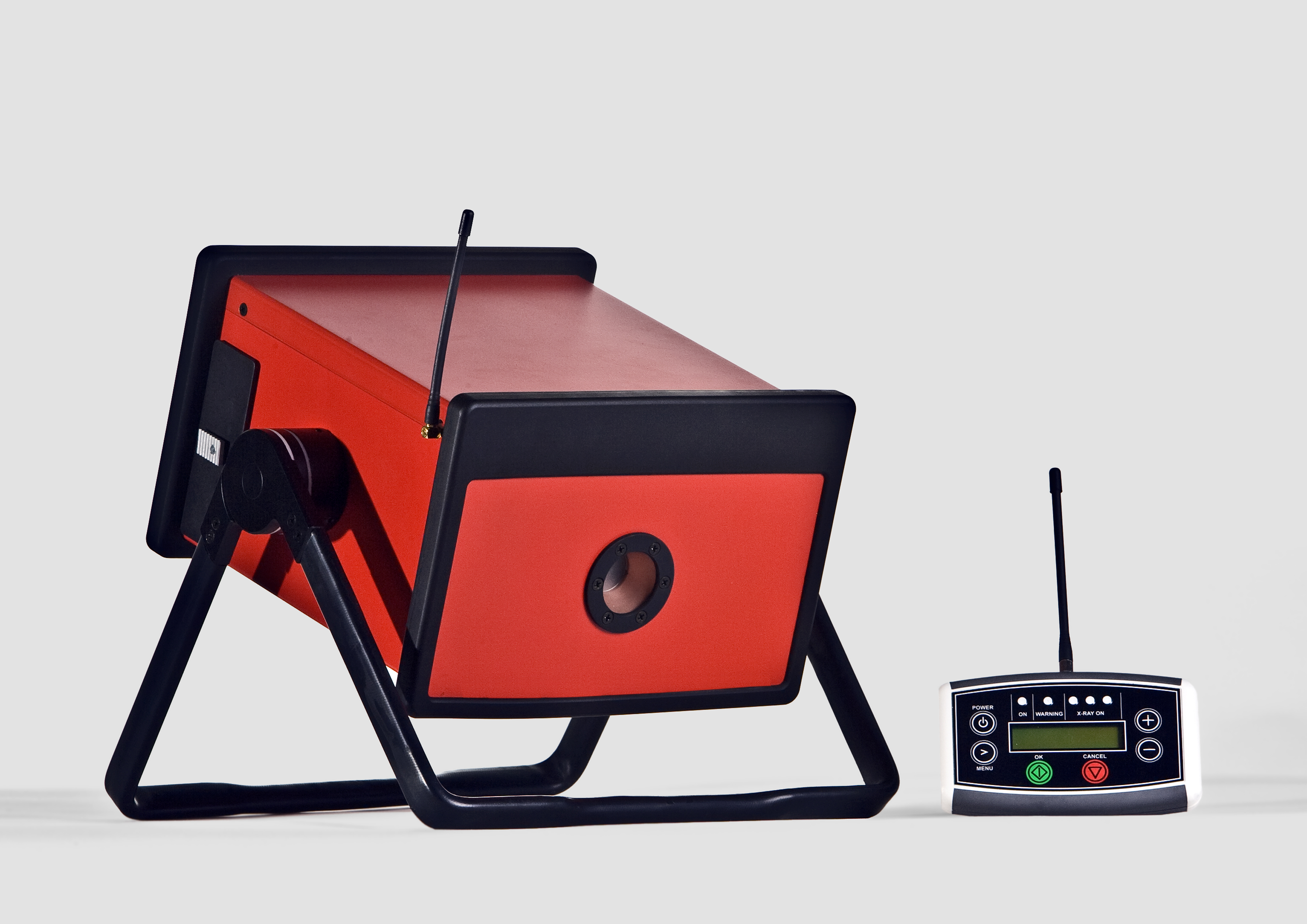

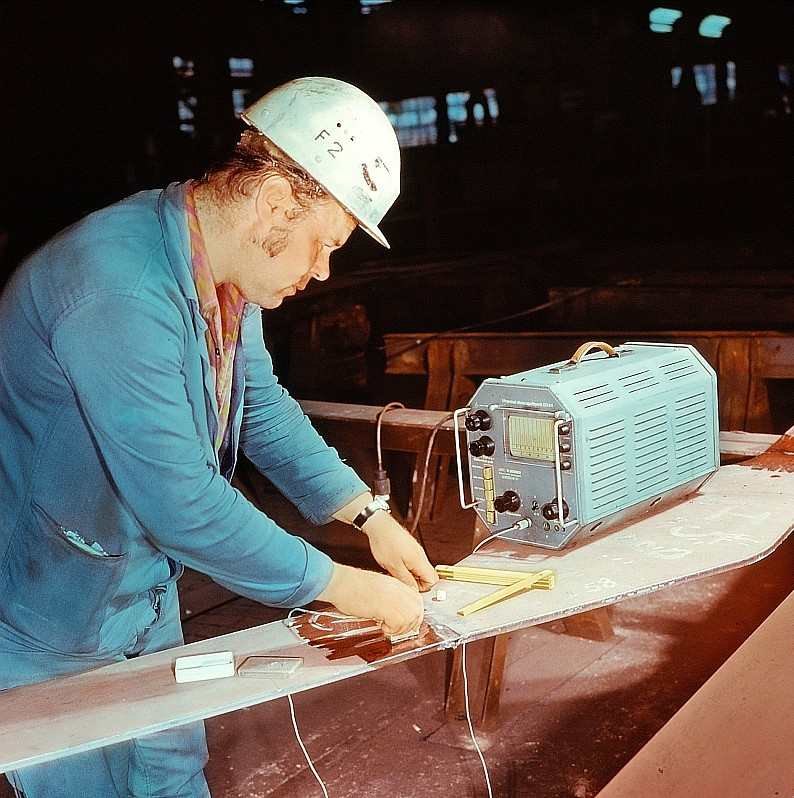
Ультразвуковий контроль виробів, 1977 рік

## Нормативно—технічна докуметація
- НПАОП 0.00-1.63-13 Правила сертифікації фахівців з неруйнівного контролю.
- ГОСТ 10707-80 Трубы стальные электросварные холоднодеформированные. Технические условия.
- ГОСТ 12503-75 Сталь. Методы УЗ контроля качества.
- ГОСТ 14249-89 Сосуды и аппараты. Нормы и методы расчета на прочность.
- ГОСТ 14771-76 Швы сварных соединений. Электродуговая сварка в защитных газах. Основные типы и конструктивные элементы.
- ГОСТ 14782-86 Контроль неразрушающий. Соединения сварные. Методы УЗК.
- ГОСТ 17410-78 Контроль неразрушающий. Трубы металлические бесшовные цилиндрические. УЗ дефектоскопия.
- ГОСТ 18061-90 Толщиномеры радиоизотопные. Общие технические условия.
- ГОСТ 18353-79 Контроль неразрушающий. Классификация видов и методов.
- ГОСТ 18442-80 Контроль неразрушающий. Капиллярные методы. Общие требования.
- ГОСТ 18576-85 Контроль неразрушающий. Рельсы железнодорожные. Методы ультразвуковые.
- ГОСТ 18831-90 Прокат толстолистовой. Методы УЗ контроля.
- ГОСТ 20295-85 Трубы для магистральных газонефтепроводов. Технические условия.
- ГОСТ 20415-82 Контроль неразрушающий. Методы акустические. Общие требования.
- ГОСТ 20426-82 Контроль неразрушающий. Методы радиационные. Общие требования.
- ГОСТ 2105-75 Крюки кованные и штампованные. Технические условия.
- ГОСТ 21104-75 Контроль неразрушающий. Магнитоферрозондовый метод.
- ГОСТ 21105-87 Контроль неразрушающий. Магнитопорошковый метод.
- ГОСТ 21120-75 Прутки и заготовки круглого, квадратного и прямоугольного сечения. УЗ контроль эхо-методом.
- ГОСТ 21397-81 Контроль неразрушающий. Комплект стандартных образцов для ультразвукового контроля полуфабрикатов и изделий из алюминиевых сплавов. Технические условия.
- ГОСТ 22238-76 Контроль неразрушающий. Меры образцовые для поверки толщиномеров неорганических покрытий. Общие положения.
- ГОСТ 22727-88 Сталь толстолистовая. Методы УЗ контроля сплошности.
- ГОСТ 23049-84 Контроль неразрушающий. Дефектоскопы ультразвуковые. Основные параметры и общие технические требования.
- ГОСТ 23055-78 Контроль неразрушающий. Сварка металлов плавлением. Классификация сварных соединений по результатам радиографического контроля.
- ГОСТ 23289-94 Контроль неразрушающий. акустический. Термины и определения.
- ГОСТ 23479-79 Контроль неразрушающий. Методы оптического вида. Общие требования.
- ГОСТ 23480-79 Контроль неразрушающий. Методы радиоволнового вида. Общие требования.
- ГОСТ 23483-79 Контроль неразрушающий. Методы теплового вида. Общие требования.
- ГОСТ 23518-79 Дуговая сварка в защитных газах. Соединения сварные под острыми и тупыми углами. Основные типы, конструктивные элементы и размеры.
- ГОСТ 23667-85 Контроль неразрушающий. Дефектоскопы ультразвуковые. Методы измерения основных параметров.
- ГОСТ 23702-90 Контроль неразрушающий. Преобразователи ультразвуковые. Методы испытаний.
- ГОСТ 23829-85 Контроль неразрушающий акустический. Термины и определения.
- ГОСТ 24034-80 Контроль неразрушающий. радиационный. Термины и определения.
- ГОСТ 24054-80 Изделия машиностроения и приборостроения. Методы испытания на герметичность. Общие требования.
- ГОСТ 24289-80 Контроль неразрушающий. вихретоковый. Термины и определения.
- ГОСТ 24450-80 Контроль неразрушающий. магнитный. Термины и определения.
- ГОСТ 24507-80 Контроль неразрушающий. Поковки из черных и цветных металлов. Методы УЗ дефектоскопии.
- ГОСТ 24521-80 Контроль неразрушающий. оптический. Термины и определения.
- ГОСТ 24522-80 Контроль неразрушающий капиллярный. Термины и определения.
- ГОСТ 25113-86 Контроль неразрушающий. Аппараты рентгеновские для промышленной дефектоскопии. Общие технические условия.
- ГОСТ 25225-82 Контроль неразрушающий. Швы сварных соединений трубопроводов. Магнитографический метод.
- ГОСТ 25313-82 Контроль неразрушающий радиоволновый. Термины и определения.
- ГОСТ 25314-82 Контроль неразрушающий тепловой. Термины и определения.
- ГОСТ 25315-82 Контроль неразрушающий электрический. Термины и определения.
- ГОСТ 25714-83 Контроль неразрушающий. Акустический звуковой метод определения открытой пористости, кажущейся плотности, плотности и предела прочности при сжатии огнеупорных изделий.
- ГОСТ 25997-83 Сварка металлов плавлением. Статистическая оценка качества по результатам неразрушающего контроля.
- ГОСТ 2601-84 Сварка металлов. Термины и определения основных понятий.
- ГОСТ 26126-84 Контроль неразрушающий. Соединения паяные. УЗ метод контроля качества.
- ГОСТ 26170-84 Контроль неразрушающий. Приборы радиоволновые. Общие технические требования.
- ГОСТ 26182-84 Контроль неразрушающий. Люминесцентный метод течеискания.
- ГОСТ 26266-90 Контроль неразрушающий. Преобразователи ультразвуковые. Общие технические требования.
- ГОСТ 26680-85 Контроль неразрушающий. Дефектоскопы радиоволновые. Общие технические требования.
- ГОСТ 26697-85 Контроль неразрушающий. Дефектоскопы магнитные и вихретоковые. Общие технические требования.
- ГОСТ 26737-85 Контроль неразрушающий. Толщиномеры покрытий магнитные и вихретоковые. Общие технические требования.
- ГОСТ 26782-85 Контроль неразрушающий. Дефектоскопы оптические и тепловые. Общие технические требования.
- ГОСТ 26786-85 Контроль неразрушающий. Дефектоскопы акустические. Общие технические требования.
- ГОСТ 26790-85 Техника течеискания. Термины и определения.
- ГОСТ 27584-88 Краны мостовые и козловые электрические. Общие технические условия.
- ГОСТ 28210-89 Основные методы испытания на воздействие внешних факторов. Часть 2. Испытания. Испытание Q. Герметичность.
- ГОСТ 28517-90 Контроль неразрушающий. Масс-спектрометрический метод течеискания.
- ГОСТ 28609-90 Краны грузоподъемные. Основные положения расчета.
- ГОСТ 29025-91 Контроль неразрушающий. Дефектоскопы рентгенотелевизионные с рентгеновскими электронно-оптическими преобразователями и электрорентгенографические.
- ГОСТ 3242-79 Соединения сварные. Методы контроля качества.
- ГОСТ 3262-75 Трубы стальные водогазопроводные. Технические условия.
- ГОСТ 50599-93 Сосуды и аппараты стальные сварные высокого давления. Контроль неразрушающий при изготовлении и эксплуатации.
- ГОСТ 5264-80 Ручная дуговая сварка. Соединения сварные. Основные типы, конструктивные элементы и размеры.
- ГОСТ 6996-66 Методы определения механических свойств металла шва и сварного соединения.
- ГОСТ 7512-82 Контроль неразрушающий. Соединения сварные. Радиографический метод.
- ГОСТ 8283-93 Дефектоскопы электромагнитные. Методы и средства поверки.
- ГОСТ 8696-74 Трубы стальные электросварные со спиральным швом общего назначения. Технические условия.
- ГОСТ 8713-79 Сварка под флюсом. Соединения сварные. Основные типы, конструктивные элементы и размеры.
- ДСТУ 2326-93 Котли опалювальні водогрійні теплопродуктивністю до 100 кВт. Загальні технічні умови.
- ДСТУ 2389-94 Техническая диагностика и контроль технического состояния. Термины и определения.
- ДСТУ 2680-94 Труби безшовні катані із сталей та сплавів. Терміни та визначення дефектів поверхні.
- ДСТУ 2808-94 Труби безшовні катані із сталей та сплавів. Терміни та визначення дефектів макроструктури.
- ДСТУ 2828-94 Сталь. Методы вихретокового контроля.
- ДСТУ 2865-94 Контроль неруйнівний. Терміни та визначення.
- ДСТУ 2954-94 Сталь. Методи магнітного контролю.
- ДСТУ ISO 4310-94 Крани вантажопідіймальні. Правила і методи випробувань.
- ДСТУ EN 462-1-2001 Неруйнівний контроль. Якість зображення радіографічних знімків. Частина 1. Індикатори якості зображення дротяного типу. Визначення показника якості зображення (EN 462-1:1994, IDT)
- ДСТУ EN 462-2-2001 Неруйнівний контроль. Якість зображення радіографічних знімків. Частина 2. Індикатори якості зображення типу східець/отвір. Визначення показника якості зображення (EN 462-2:1994, IDT).
- ДСТУ EN 462-3:2005 Неруйнівний контроль. Якість зображення радіографічних знімків. Частина 3. Класи якості зображення для чорних металів (EN 462-3:1996, IDT).
- ДСТУ EN 462-4-2001 Неруйнівний контроль. Якість зображення радіографічних знімків. Частина 4. Експериментальне визначання показника якості зображення і таблиці якості зображення (EN 462-4:1994, IDT).
- ДСТУ EN 462-5-2001 Неруйнівний контроль. Якість зображення радіографічних знімків. Частина 5. Індикатори якості зображення дводротяного типу. Визначання показника якості зображення (EN 462-5:1996, IDT).
- ДСТУ EN 473:2012 Неруйнівний контроль. Кваліфікація і сертифікація персоналу. Основні положення (EN 473:2008, IDT).
- ДСТУ EN 571-1-2001 Неруйнівний контроль. Капілярний контроль. Частина 1. Загальні вимоги (EN 571-1:1997, IDT).
- ДСТУ EN 583-1-2001 Неруйнівний контроль. Ультразвуковий контроль. Частина 1. Загальні вимоги (EN 583-1:1998, IDT).
- ДСТУ EN 583-3:2005 Неруйнівний контроль. Контроль ультразвуковий. Частина 3. Метод проходження (EN 583-3:1997, IDT).
- ДСТУ EN 583-4:2007 Неруйнівний контроль. Ультразвуковий контроль. Частина 4. Контролювання несуцільностей, перпендикулярних до поверхні (EN 583-4:2002, IDT).
- ДСТУ EN 584-1-2001 Неруйнівний контроль. Промислова радіографічна плівка. Частина 1. Класифікація плівкових систем для промислової радіографії (EN 584-1:1994, IDT).
- ДСТУ EN 584-2-2001 Неруйнівний контроль. Промислова радіографічна плівка. Частина 2. Контроль обробляння плівки за допомогою опорних величин (EN 584-2:1996, IDT).
- ДСТУ EN 1289—2002 Неруйнівний контроль зварних з'єднань. Капілярний контроль зварних з'єднань. Критерії приймання (EN 1289:1998, IDT).
- ДСТУ EN 1291—2001 Неруйнівний контроль зварних з'єднань. Магнітопорошковий контроль зварних з'єднань (EN 1290:1998, IDT).
- ДСТУ EN 1291—2001 Неруйнівний контроль зварних з'єднань. Магнітопорошковий контроль зварних з'єднань. Критерії приймання (EN 1291:1998, IDT).
- ДСТУ EN 10228-1-2005 Контроль поковок із сталі неруйнівний. Частина 1. Контроль магнітопорошковий (EN 10228-1:1999, IDT).
- ДСТУ EN 10228-2-2001 Неруйнівний контроль поковок із сталі. Частина 2. Капілярний контроль (EN 10228-2:1998, IDT).
- ДСТУ EN 10228-3-2001 Неруйнівний контроль поковок із сталі. Частина 3. Ультразвуковий контроль поковок з феритної чи мартенситної сталі (EN 10228-3:1994, IDT).
- ДСТУ EN 12517-2002 Неруйнівний контроль зварних з'єднань. Критерії приймання для радіографічного контролю зварних з'єднань (EN 12517:1998, IDT).